# Segunda Batalha de Olmedo
A Segunda Batalha de Olmedo foi travada em 20 de agosto de 1467 perto de Olmedo em Castela (agora na província de Valladolid, Espanha) como parte da Guerra da Sucessão Castelhana entre Henrique IV de Castela e seu meio-irmão Alfonso, Príncipe das Astúrias.

## Batalha
As tropas de Alfonso avançaram para o leste ao longo do vale do Douro em direção ao centro de Castela, enquanto as tropas leais a Henrique se moveram para o norte de Cuéllar em direção a Medina del Campo para tentar isolá-los: os dois exércitos se encontraram perto de Olmedo.
As tropas de Henrique compreendiam:
- na vanguarda, Pedro de Velasco, seus irmãos Luis e Sancho e seu primo Juan;
- na segunda linha, o marquês de Santillana com seus irmãos Hurtado e Pedro (que foi bispo de Calahorra), junto com a guarda real sob o comando de Juan Fernández Galindo;
- a retaguarda sob o comando de Beltrán de la Cueva.

Uma ausência notável entre as tropas de Henrique foi Juan Pacheco, que estava ocupado em assegurar a liderança da Ordem de Santiago.
Com o Príncipe Alfonso combateram as tropas do Arcebispo de Toledo, do Arcebispo de Sevilha, dos Condes de Luna, Plasencia e Ribadeo, bem como da Ordem de Calatrava. Fernando de Fonseca, lutando por Alfonso, foi morto nesta batalha por Beltrán de la Cueva.
A batalha foi considerada um impasse e, portanto, uma vitória para Henry. No entanto, após a batalha, Henrique perdeu o apoio de Pedro Arias de Ávila e do conde de Alba, este último conquistado pelos favores do marquês de Vilhena e do arcebispo de Toledo.